# 柏尔古希亚
柏尔古希亚（英語：Bergusia）古罗马凯尔特神话女性神祇之一。其事迹和艺术形象反映于今法国勃艮第发现之相关文物与铭文的记述，具有重要地影响与积极意义。

## 扩展阅读
- Dictionary of Celtic Myth and Legend. Miranda Green. Thames and Hudson Ltd. London. 1997